# Conseils d'une tante
Pour plus de détails, voir Fiche technique et Distribution.
Conseils d'une tante est un court-métrage burkinabè d'Idrissa Ouedraogo, réalisé dans le cadre des Scénarios du sahel en 2001, d'après une idée originale d'Aram Dièye, un écolier sénégalais de 16 ans.

## Synopsis
Avant qu'elle ne parte rejoindre son copain Adama, une tante donne des conseils à une nièce Nina. Elle lui explique qu'elle ne doit pas se laisser influencer par les garçons qui veulent faire l'amour avec elle et que c'est à elle de décider quand le moment viendra. En restant ferme, elle distinguera ainsi les vrais amoureux de vrais coureurs.

## Fiche technique
- Musique : Bil Aka Kora
- Photo : image Luc Drion
- Montage : Véronique Holley
- Producteur : NDK Productions
- Format : couleur - 1.66:1
- Langue : mooré